# Scott Walker (piosenkarz)
Scott Walker, właśc. Noel Scott Engel (ur. 9 stycznia 1943 w Hamilton, stan Ohio, zm. 22 marca 2019) – amerykański wokalista i instrumentalista, w latach 60. i 70. lider amerykańskiej grupy popowej The Walker Brothers.
Sukces S. Walker odniósł w Wielkiej Brytanii, mimo że urodził się w Stanach. Pierwsze cztery solowe albumy, znalazły się w dziesiątce najlepszych na brytyjskich listach przebojów. Przed śmiercią współpracował z brytyjską niezależną wytwórnią muzyczną 4AD.

## Życiorys
W 1964 roku razem z Johnem Mausem i Gary Leedsem utworzył w Los Angeles grupę The Walker Brothers. Za sprawą G. Leedsa w 1965 przeniósł się do Londynu. Tam zespół zyskał światową popularność dzięki balladom popowym. Trzeci singel grupy Make It Easy On Yourself, wydany w sierpniu 1965 roku, stał się hitem i wdarł się na 1 miejsce brytyjskich list przebojów (16 miejsce amerykańskich list przebojów). Następny singel My Ship Is Coming In dostał się na 3 pozycję brytyjskich list, a wraz z piątym - The Sun Ain’t Gonna Shine Anymore z 1966, The Walker Brothers po raz kolejny stanęli na szczycie brytyjskich list przebojów. Odmienne gusty muzyczne członków zespołu doprowadziły do rozpadu grupy w 1967 roku, chociaż już w następnym roku doszło do jej reaktywacji w ramach trasy koncertowej po Japonii.
Dalsza kariera solowa S. Walkera rozwijała się w przede wszystkim w Wielkiej Brytanii. U szczytu sławy w 1969, prowadził w BBC własny program telewizyjny - Scott. Piosenki wykonywane w tym programie pojawiły się na czwartej solowej płycie Scott: Scott Walker Sings Songs from his TV series.
W 1975 doszło do reaktywacji grupy The Walker Brothers, która wyprodukowała kolejne trzy albumy. Pierwszy singel, będący coverem piosenki No Regrets Toma Rusha, wspiął się na 7 pozycję brytyjskich list przebojów.
Od końca lat siedemdziesiątych rzadko pojawiały się jego nagrania. Od 1980 roku wydał trzy albumy: Climate of Hunter w 1984, Tilt w 1995 oraz The Drift w 2006 roku. Napisał też i wyprodukował w roku 1999 muzykę do filmu Pola X w reżyserii Leosa Carax’a.
W październiku 2003 roku Walker otrzymał, za wkład w rozwój muzyki, nagrodę od brytyjskiego magazynu Q, a w 2006 roku został uhonorowany nagrodą MOJO.
Od 2004 Walker współpracuje z wytwórnią 4AD, z którą w maju 2006 roku wydał płytę The Drift.
W 2006 roku ukazał się film dokumentalny, traktujący o życiu i twórczości S. Walkera, pod tytułem: Scott Walker: 30 Century Man, w reżyserii Stephena Kijaka. Znalazły się na nim wywiady z takimi muzykami, jak: David Bowie, członkowie Radiohead, Sting, czy Gavin Friday, którzy wcześniej współpracowali z S. Walkerem.
W 2012 roku Scott Walker wydał album „Bish Bosch” nakładem wytwórni 4AD.
Reżyser Brady Corbet zaprosił go do współpracy przy ścieżce dźwiękowej do swojego debiutu fabularnego „Dzieciństwo wodza”, czego owocem była wydana w 2016 roku płyta „The Childhood Of A Leader”.

## Dyskografia

### Albumy studyjne
- Scott (1967)
- Scott 2 (1968)
- Scott 3 (1969)
- Scott: Scott Walker Sings Songs from his TV series (1969)
- Scott 4 (1969)
- Til The Band Comes In (1970)
- The Moviegoer (1972)
- Any Day Now (1973)
- Stretch (1973)
- We had It All (1974)
- Climate of Hunter (1983)
- Tilt (1995)
- Pola X OST (1999)
- The Drift (2006)
- Bish Bosch (2012)
- The Childhood Of A Leader (2016)

### Albumy kompilacyjne
- Fire Escape in the Sky: The Godlike Genius of Scott Walker (1981)
- Scott Walker Sings Jacques Brel (1981)
- Boy Child: The Best of Scott Walker 1967-1970 (1990)
- No Regrets - The Best of Scott Walker and The Walker Brothers 1965-1976 (1992)
- 5 Easy Pieces (2003)
- The Collection (2004)
- Classics & Collectibles (2005)
- The Sun Ain't Gonna Shine Anymore - The Best of The Best of Scott Walker and The Walker Brothers (2006)

### Single
- Jackie / The Plague (1967)
- Joanna / Always Coming Back To You (1968)
- Lights of Cincinnati / Two Weeks Since You've Gone (1969)
- I Still See You / My Way Home (1971)
- Track Three / Blanket Roll Blues (1984)

### Minialbumy
- Scott 1 (1995)
- Scott 2 (1995)
- And Who Shall Go To The Ball? And What Shall Go To The Ball? (2007)